# Горна Василица
Вижте пояснителната страница за други значения на Василица.
Горна Василица е село в Западна България. То се намира в Община Костенец, Софийска област.

## География
Село Горна Василица се намира в планински район между Средна гора и Рила, на 65 километра югоизточно от София и на около 3 км северно от град Костенец.

## История
При избухването на Балканската война в 1912 година 7 души от Василица (Горна и Долна Василица) са доброволци в Македоно-одринското опълчение.
Горна Василица, селищното име Василица (Горна и Долна) се извежда от василевс „цар”. По-рано селото е било на местността  Царево падало, където според преданието някои цар (Василий или Самуил) престоял няколко дена преди голямата битка и разгромяването на византийските войски в близката Траянова врата.  

## Културни и природни забележителности
- Горновасилишки манастир „Възнесение Господне“ (Свети Спас) - изграден е през 1883 година от набожен отшелник от селото, Георги Зашев, който прекарва 28 години в манастира[3]. Днес е запазена черквата на манастира, построена през 1908 година. Манастирът се намира до връх Еледжик
- Манастир „Света Петка“ - построен е през 1885 година. Намира на 150 метра от пътя в посока съседното село Пчелин. През 2016 година е извършен ремонт по инициатива на хора от село Горна Василица[4].
- Храм „Свети Мина“ с лековито аязмо - храмът се намира в махала „Пердова“. Строителството му започва през 1868 година и продължава до 1881[5].
- Храм „Свети Йоан Предтеча“ - намира се в махала „Нова“. Това е един от най-старите храмове в региона. Първо е построен параклис през 1846 година, а през 1855 на същото място е изградена днешната черква[5].
- Параклис „Възнесение Господне“ - построен е през 1996 година, намира се до кметството в махала „Гледжова“[5].

## Други
Всяка година на празника Сирни Заговезни се провежда кукерски фестивал.